# 七尾鹿島広域圏事務組合
七尾鹿島広域圏事務組合（ななおかしまこういきけんじむくみあい）は、石川県の能登半島中部の地方公共団体がかつて設立していた一部事務組合（特別地方公共団体）。七尾市および鹿島郡中能登町が加入した。
2013年3月31日に組合は廃止され、同年4月1日からは七尾市が組合の全事務を引き継ぎ、中能登町は七尾市に事務を委託している。

## 主な事務
- 七尾鹿島広域市町村圏振興整備計画の実施
- 能登空港ターミナルビルへの出資・能登空港の利用促進
- 総合病院の設置・運営（公立能登総合病院）
- 火葬場の設置・運営（ななか斎場）
- 消防事務（広域消防、七尾鹿島広域圏消防本部）
- 一般廃棄物処理施設およびし尿処理施設の設置・管理・運営
- 青少年補導活動

## 沿革
- 1969年9月 - 七尾鹿島広域市町村圏協議会設立。
- 1970年4月1日 - 七尾鹿島広域圏事務組合設立。
- 1971年4月1日 - 常備消防事務を統合。
- 1972年10月20日 - 七尾鹿島地区病院組合、七尾鹿島地区環境衛生施設組合を統合。
- 1975年4月1日 - 七尾鹿島青少年補導センター設置。
- 2004年10月1日 - 構成自治体のうち、中島町、田鶴浜町、能登島町が七尾市と合併。
- 2005年3月1日 - 構成自治体のうち、鳥屋町、鹿島町、鹿西町が合併し中能登町となる。
- 2013年3月31日 - 七尾鹿島広域圏事務組合を廃止。七尾市が事務を継承し、消防本部は七尾鹿島消防本部として設置。

## 組織
運営理事会
組合長（七尾市長）、副組合長（中能登町長）、理事（七尾市副市長、中能登町副町長）
事務局
所在地：七尾市袖ヶ江町イ部25番地（七尾市役所5階）
議会
10名（七尾市6名、中能登町4名）
監査委員
3名（任期4年）

## 常備消防事務

### 概要
七尾市、鹿島郡中能登町の消防事務を管轄する。 管内は、2消防署、1分署、5分遣所、3消防団、29分団の体制を取っている。なお、前述の通り組合解散により、2013年4月1日からは七尾市の一組織となった七尾鹿島消防本部（ななおかしましょうぼうほんぶ）が消防事務を継承している。
| 消防署       | 所在地                      | 分署 分遣所 |
| ------------ | --------------------------- | --- |
| 七尾消防署   | 七尾市つつじが浜3番地83     | 和倉 : 七尾市光陽台30番 |
| 七尾消防署   | 七尾市つつじが浜3番地83     | 中島 : 七尾市中島町中島乙部156番地1 能登島 : 七尾市能登島向田町馬付谷内38番地 灘浦 : 七尾市庵町井部11番3 田鶴浜 : 七尾市田鶴浜町リ部42番地 徳田 : 七尾市飯川町45部2番地 |
| 中能登消防署 | 鹿島郡中能登町東馬場か16番1 | |

### 歴史
- 消防本部発足以前は、七尾市と鹿島郡の各自治体が消防事務を管轄していた。しかし、実際には消防組織が加盟する七尾鹿島消防団連合会により相互連携の体制は整えていた。
- 1970年（昭和45年）に七尾鹿島広域圏事務組合が発足し、消防事務の一元化も合わせて図ることを目的に、翌1971年（昭和46年）に七尾鹿島広域圏事務組合消防本部が発足した。

## 過去の組合の事務

### 環境衛生事務
一般廃棄物処理施設
- ななかリサイクルセンター：七尾市吉田町10部12番1

最終処分場
- 中央埋立場：七尾市藤橋町キ部1番地

し尿処理施設
- クリーンセンター：七尾市津向町浜高部52番地1

火葬場（斎場）
- ななか斎場：七尾市白馬町ハ部4番1

### その他
- 七尾鹿島青少年補導センター：七尾鹿島広域圏事務組合事務局内